# Schleidenia
- Commons
- Wikispecies

Schleidenia é um gênero de plantas pertencente à família Boraginaceae.